# Covington County (Mississippi)
 For alternative betydninger, se Covington County. (Se også artikler, som begynder med Covington County)
Covington County er et county i den amerikanske delstat Mississippi. Det samlede arealet er 1 075 km² , hvoraf 1 072 km² er land.
Administrations hovedstaden er Collins.